# María Soledad Barría
María Soledad Barría Iroumé (Osorno, 27 de octubre de 1953) es una médica, académica y política socialista chilena. Se desempeñó como ministra de Salud durante el primer gobierno de la presidenta Michelle Bachelet, desde 2006 hasta 2008.

## Biografía
Es hija de María Margarita Iroume Carrere y, del abogado y político democratacristiano Daniel Osvaldo Barría Sánchez, quien fuera subsecretario de Agricultura durante el gobierno del presidente Eduardo Frei Montalva y luego embajador de Chile en Yugoslavia. En ese país europeo vivió parte de su adolescencia, llegando a simpatizar con el gobierno de Josip Broz Tito.
De nuevo en Chile inició sus estudios de medicina en la Universidad de Chile, tiempo en el que se declaró abiertamente partidaria de la coalición izquierdista Unidad Popular (UP). Por esos años conoció a Michelle Bachelet, quien iba dos cursos más arriba y era compañera de su hermano Cristián.
Durante la dictadura militar del general Augusto Pinochet colaboró con la Vicaría de la Solidaridad en labores médicas, trabajando con Fanny Pollarolo. En 1979, junto a un grupo de colegas, participó de una toma en el Colegio Médico (Colmed), por lo que fue trasladada a una comisaría y luego permaneció con arresto domiciliario cerca de diez días.
Al tiempo emigró a Corral, en la zona sur del país, donde hasta 1983 fue médico general de zona. Allí se desempeñó como directora del hospital y única médico durante dos años. Posteriormente obtuvo una beca para realizar la especialización en medicina interna en el Hospital San Juan de Dios de Santiago, obteniendo el diploma de especialista de la Universidad de Chile en 1986.
Luego vivió por un año en París, Francia, donde cursó una beca de formación en trasplante renal. En los años 1990, comenzó sus labores en el Ministerio de Salud de Chile, donde se reencontró con Michelle Bachelet.
Está casada desde 1978 con Óscar Javier Neira Quiroga, con quien tuvo dos hijos; Paz Julieta y Vicente.

## Carrera política
En las elecciones municipales de 1996 fue candidata a concejal por Providencia.
El 11 de marzo de 2006 asumió como ministra de Salud del primer gobierno de la presidenta Michelle Bachelet. Durante su gestión se profundizó la reforma de salud de la mano del Plan AUGE, el cual buscaba modernizar el sistema de prestaciones a través de la cobertura explícita de garantías para ciertas enfermedades.
Su gestión, sin embargo, enfrentó complejas situaciones comunicacionales, donde destacaron los conflictos con los gremios, la inauguración de un hospital que no se encontraba debidamente preparado y, finalmente, el escándalo por una negligencia en la notificación a personas contagiadas de VIH en Iquique, al norte del país. Dicha situación detonó finalmente que presentara su renuncia el 27 de octubre de 2008, la que fue aceptada al día siguiente.
Posteriormente, en las elecciones municipales de 2012, se presentó como candidata de la coalición Concertación de Partidos por la Democracia a la alcaldía de la comuna de Puente Alto, contienda que perdió ante el militante de Renovación Nacional (RN), Germán Codina. En las elecciones municipales de 2016 repitió dicha postulación, esta vez por la Nueva Mayoría, siendo derrotada nuevamente por Codina.

## Historial electoral

### Elecciones municipales de 1996
- Elecciones municipales de 1996 para la Alcaldía y Concejo Municipal de Providencia[16]

(Se han agregado los candidatos más relevantes).
| Candidato                       | Pacto                          | Partido | Votos  | %     | Resultado |
| ------------------------------- | ------------------------------ | ------- | ------ | ----- | --------- |
| Cristián Labbé Galilea          | Unión por Chile                | ILDUD   | 20 986 | 29,39 | Alcalde   |
| Alfredo Alcaíno Barros          | Unión por Chile                | RN      | 15 852 | 22,20 | Concejal  |
| Domingo Santa María Santa Cruz  | Concertación por la Democracia | PDC     | 7905   | 11,07 | Concejal  |
| María Eugenia Amunátegui Spacek | Unión por Chile                | RN      | 6095   | 8,54  | Concejal  |
| Rodrigo García Márquez          | Concertación por la Democracia | PPD     | 4646   | 6,51  |           |
| Julio Jung del Favero           | Concertación por la Democracia | ILFPS   | 4036   | 5,65  | Concejal  |
| María Soledad Barría Iroumé     | Concertación por la Democracia | PS      | 2066   | 2,89  |           |
| María Eugenia Abarca Carrasco   | Unión por Chile                | ILDRN   | 1103   | 1,54  | Concejal  |
| Luz Margarita Lea-Plaza Molina  | Unión por Chile                | ILDUD   | 1072   | 1,50  | Concejal  |
| Paulina Hunt Precht             | Opción Humanista               | PH      | 625    | 0,88  |           |
| Mario Olavarría Rodríguez       | Unión por Chile                | ILDUD   | 212    | 0,30  | Concejal  |

### Elecciones municipales de 2012
- Elecciones municipales de 2012, para la alcaldía de Puente Alto[17]

| Candidato                   | Pacto                    | Partido | Votos  | %     | Resultado |
| --------------------------- | ------------------------ | ------- | ------ | ----- | --------- |
| Germán Codina Powers        | Coalición                | RN      | 49 308 | 54,48 | Alcalde   |
| María Soledad Barría Iroumé | Concertación Democrática | PS      | 32 930 | 36,39 |           |
| Patricio Mery Bell          | Más Humanos              | ILG     | 2864   | 3,16  |           |
| Roberto Ávila Toledo        | El Cambio por Ti         | ILC     | 2856   | 3,16  |           |
| Rainier Ríos Puebla         | Igualdad para Chile      | PI      | 2544   | 2,81  |           |

### Elecciones municipales de 2016
- Elecciones municipales de 2016, para la alcaldía de Puente Alto

| Candidato                   | Pacto                    | Partido | Votos  | %     | Resultado |
| --------------------------- | ------------------------ | ------- | ------ | ----- | --------- |
| Germán Codina Powers        | Chile Vamos              | RN      | 67 107 | 81,37 | Alcalde   |
| María Soledad Barría Iroumé | Nueva Mayoría para Chile | PS      | 12 245 | 14,85 |           |
| Victor Ortíz Avendaño       | Yo Marco por el Cambio   | PRO     | 3123   | 3,79  |           |